# 김선영 (유도 선수)
김선영(金善永, 1979년 2월 13일~)은 대한민국의 유도 선수이다. 2000년 하계 올림픽 여자 헤비급 동메달을 획득했다. 
현역 은퇴 후인 2004년부터 경찰로 근무하고 있다.